# 金趙光秀
金趙光秀（韓語：김조광수，1965年3月26日—）或譯金趙光壽，韓國電影製片、導演、作家及LGBT人權運動者。為青年電影製作公司的代表，早年以本名金光秀參與製作，2006年起啟用藝名金趙光秀。
金趙光秀是韓國少數公開身份的男同性戀電影導演，曾參與多部以男同性戀主題的作品。他曾與導演李宋喜一合作，擔任被視為韓國第一部真正的男同性戀電影《愛，不悔》的製片。2008年，他擔任導演及編劇，完成了自己的第一部短片《男得遇見你》。隨後又接續完成兩部作品：2009年的《只是朋友？》及2010年的《熱愛100度》。
2013年9月7日，金趙光秀與相戀8年小19歲的製片公司老闆金承煥（김승환）舉行了韓國首場同性婚禮。

## 作品
| 年份 | 電影                             | 導演             | 編劇             | 製作 | 演出     | 備註                 |
| ---- | -------------------------------- | ---------------- | ---------------- | ---- | -------- | -------------------- |
| 1999 | 《快樂到死》                     | 否               | 否               | 否   | 否       | 行銷                 |
| 2001 | 《戀愛素描》                     | 否               | 否               | 是   | 否       |                      |
| 2003 | 《嫉妒是我的力量》               | 否               | 否               | 是   | 否       |                      |
| 2005 | 《鬼紅鞋》                       | 否               | 否               | 是   | 否       |                      |
| 2006 | 《愛，不悔》                     | 否               | 否               | 是   | 否       |                      |
| 2006 | 《老處女日記劇場版》             | 否               | 否               | 是   | 否       |                      |
| 2007 | 《我們沒有明天》                 | 否               | 否               | 是   | 否       |                      |
| 2007 | 《色畫動》                       | 否               | 否               | 是   | 否       |                      |
| 2007 | 《銀河解放前線》                 | 否               | 否               | 是   | 否       |                      |
| 2008 | 《男得遇見你》                   | 是               | 是               | 否   | 否       | 短片；與閔容謹共筆   |
| 2009 | 《好朋友》                       | 否               | 否               | 否   | 否       | 企劃                 |
| 2009 | 《只是朋友？》                   | 是               | 是               | 否   | 否       | 短片；與閔容謹共筆   |
| 2010 | 《熱愛100度》（사랑은 100℃）     | 是               | 是               | 否   | 否       | 短片；與閔容謹共筆   |
| 2010 | 《人人為己》                     | 否               | 否               | 否   | 圖像室長 |                      |
| 2010 | 《》                             | 《說出你的名字》 | 《說出你的名字》 | 是   | 否       | 短片合輯             |
| 2010 | 《逃出》                         | 否               | 否               | 是   | 否       |                      |
| 2010 | 《再靠近一點》                   | 否               | 否               | 否   | 否       | 製作企劃             |
| 2011 | 《朝鮮名偵探：高山烏頭花的秘密》 | 否               | 否               | 是   | 否       |                      |
| 2011 | 《委託人》                       | 否               | 否               | 是   | 否       |                      |
| 2012 | 《兩場婚禮一場葬禮》             | 是               | 改編             | 否   | 否       | 劇本：朴海英、金允信 |
| 2013 | 《這一夜》（하룻밤）             | 是               | 是               | 否   | 否       | 短片；與高正雲共筆   |
| 2015 | 《朝鮮密探出任務》               | 否               | 否               | 是   | 否       |                      |
| 2015 | 《我的夢幻婚禮》                 | 否               | 否               | 否   | 自己     | 紀錄片；企劃         |
| 2015 | 《京城學校：消失的少女們》       | 否               | 否               | 是   | 否       |                      |
| 2016 | 《我心蕩漾》                     | 否               | 否               | 是   | 否       | 兼製作投資           |
| 2018 | 《朝鮮名偵探3：吸血鬼的祕密》    | 否               | 否               | 是   | 否       |                      |
| 2018 | 《潛水鐘之後》                   | 否               | 否               | 否   | 自己     | 紀錄片               |
| 2019 | 《一怒為紅顏》                   | 否               | 否               | 是   | 否       |                      |
| 2021 | 《練愛基地》                     | 是               | 否               | 否   | 否       |                      |

## 外部連結
- 金趙光秀在韩国电影数据库（KMDb）上的資料（韓語）
- 金趙光秀在互联网电影资料库（IMDb）上的資料（英文）
- 광수의 무지개 공장 （页面存档备份，存于） 
- 金趙光秀的X（前Twitter）
- twitter的金趙光秀 （页面存档备份，存于） 
- 김조광수 블로그 （页面存档备份，存于） 
- 김조광수 인터뷰:골드게이 다이어리 （页面存档备份，存于） 
- 커밍아웃 영화감독 김조광수 （页面存档备份，存于） 부산일보 2012.07.04 
- 커밍아웃 / 김조광수 （页面存档备份，存于） 